# ایبو تورای
ایبو تورای (انگلیسی: Ibou Touray؛ زادهٔ ۲۴ دسامبر ۱۹۹۴) بازیکن فوتبال اهل بریتانیا است.
از باشگاه‌هایی که در آن بازی کرده‌است می‌توان به باشگاه فوتبال اورتون اشاره کرد.
وی همچنین در تیم ملی فوتبال گامبیا بازی کرده‌است.